# Hermann Oberth
Hermann Oberth né le 25 juin 1894 à Nagyszeben (allemand : Hermannstadt, actuellement Sibiu) en Transylvanie, Hongrie (actuellement Roumanie), où son père est médecin et mort le 28 décembre 1989 à Nuremberg, Allemagne est un physicien austro-hongrois de souche saxonne de Transylvanie, spécialiste de l'astronautique, considéré comme l'un des pères fondateurs du vol spatial, aux côtés du Russe Constantin Tsiolkovski et de l'Américain Robert Goddard. Il a soutenu l'effort de guerre de l'Allemagne nazie et a reçu la Croix du mérite de guerre (1re classe) en 1943. De langue maternelle allemande, il n'en sera pas moins citoyen du monde mobile en offrant ses services et ses talents en Roumanie, en Allemagne et aux États-Unis.

## Biographie
Hermann Oberth est originaire d'une famille de saxons de Transylvanie. L'intérêt d'Hermann Oberth pour le voyage spatial est éveillé à l'âge de 11 ans par la lecture de Jules Verne. En 1915, il commença ses études supérieures à l'Université de Munich à l'origine pour devenir médecin comme son père, cependant au cours de la Première Guerre mondiale, faisant partie d'une section sanitaire de l'armée autrichienne, il s'aperçut qu'il ne ferait pas un bon médecin. À la fin de la guerre, il s'orienta donc vers les mathématiques, la physique, la chimie et l'astronomie et reçoit, en 1923, le titre de « Profesor Secundar » et fut nommé au collège de Segesvár (actuellement Sighișoara, Roumanie). Il présenta la première thèse de doctorat au monde sur la navigation interstellaire Des fusées dans l'espace interplanétaire (Die Rakete zu den Planetenräumen), thèse qui ne sera pas validée mais connaîtra un certain succès sous forme de livre (l'auteur propose entre autres le vol interplanétaire et la réalisation d'une station orbitale permanente).
Dans sa chambre d'étudiant, il découvre l'équation fondamentale qu'il obtint par un calcul très simple : la vitesse d'avancement d'une fusée est égale au produit de la vitesse d'éjection des gaz multipliée par le logarithme naturel (ou népérien) du rapport de masse. Après ses calculs portant sur le rapport de masse et la vitesse d'éjection des gaz, Hermann Oberth aboutit à la même conclusion que Constantin Tsiolkovski, c'est-à-dire la nécessité de la construction de fusées à plusieurs étages.
En 1923, il soutient une thèse sur les fusées et la navigation interstellaire.
En 1929, il fut conseiller scientifique sur le film Une femme dans la Lune de Fritz Lang et devait lancer une fusée pour la première du film, mais, étant davantage théoricien que technicien, il échoua dans cette tentative.
Le 23 juillet 1930, il teste avec succès un des premiers moteurs à combustible liquide (oxygène liquide et gaz). L'armée roumaine le remarque et l'embauche pour des recherches.
En 1935, il réussit à Mediaș à l'arsenal de l'armée roumaine, le premier lancement au monde d'une fusée à combustible liquide. Ce concept sera repris par les Allemands dans leurs tests avec des missiles et ils vont faire venir Oberth à Peenemünde pour travailler sur les missiles V2.
À partir de juin 1938 il a un contrat de recherche de deux ans à l'Institut allemand de recherche sur l'aviation (DVL) à l'Université technique de Vienne, puis à partir de juillet 1940 à l'Université technique du Grand Reich de Dresde.
En 1943, il reçoit la Croix du mérite de guerre (1re classe) pour sa participation à l'effort de guerre nazi.
Après la guerre, il travailla comme consultant et écrivain, développant sa vision de l'astronautique, imaginant les concepts de station orbitale et de combinaison spatiales, avant de rejoindre, en 1955, Wernher von Braun aux États-Unis.
En 1952, il écrit un livre sur l'automobile lunaire.
Au cours des années 1950 et 1960, Oberth donna son opinion sur les objets volants non identifiés, affirmant par exemple, dans un article publié en 1954 : « Ma thèse est que les soucoupes volantes sont réelles, et que ce sont des vaisseaux spatiaux venant d'un autre système solaire. Je pense qu'ils sont peut-être pilotés par des observateurs intelligents qui appartiennent à une race qui étudie notre planète depuis des siècles». »
Oberth prit sa retraite en 1962, à l'âge de 68 ans, retraite durant laquelle il s'intéressa principalement à des questions philosophiques. Lors de la crise du pétrole, il réfléchit à l'emploi d'énergies alternatives. Le 28 décembre 1989, il meurt à Nuremberg ayant passé ses dernières années à Feucht où il s'était installé après la guerre et qui possède un musée qui lui est consacré. Son épouse est décédée en 1981.

## Œuvres
- Les hommes dans l'espace (des satellites artificiels aux planètes habitables) version française éd. Amiot-Dumont, traduit par Louis Mengin-Lecreulx (1955)

## Hommages
- À Feucht (Allemagne), le Musée Spatial lui est consacré : Le Musée Spatial Hermann Oberth.
- La Faculté d'Ingénierie de l'Université « Lucian Blaga » de Sibiu porte son nom : La Faculté d'Ingénierie Hermann Oberth.
- Un buste du savant a été placé à Sibiu.
- Un autre buste de Hermann Oberth a été érigé à Sighișoara, où il a fait ses études de lycée. Une petite place de la même ville porte son nom.
- À Mediaș, où le savant expérimentait les moteurs à carburant liquide durant les années 1930, la maison dans laquelle il habitait a été aménagée en musée : la Casa Memorială (46° 09′ 30″ N, 24° 20′ 45″ E). La rue porte son nom et un missile russe S-75 Dvina est exposé devant la maison.
- Il est cité dans le dernier épisode de la série d'animation japonaise Fullmetal Alchemist.
- Lui et le physicien Potocnik sont cités  Page 40 dans le tome 2 des aventures de Dan Cooper "Le maître du Soleil" de Albert Weinberg, édité en 1958 chez D'Arnaud.Il y est question de voyage spatial et de station orbitale.
- Astéroïde de la ceinture principale : (9253) Oberth
- Cratère de la Lune.
- Station spatiale du jeu vidéo Elite Dangerous.